# Shailo
Shailo, ook wel bekend als Shiloh, is een Amerikaanse speelfilm uit 1997. De film is gebaseerd op het boek van Phyllis Reynolds Naylor. 

## Verhaal
De film gaat over de beagle Shailo, genoemd naar het gehucht waar hij werd gevonden door de jonge Marty Preston, nadat hij was weggelopen van zijn baasje Judd Travers. Deze nalatige hondenbezitter heeft een stuk land dat grenst aan dat van Marty's ouders en er zijn regelmatig conflicten over de jacht van Judd op wilde dieren op het terrein van de familie Preston. 
Marty weet dat Shailo bij iemand anders thuishoort, maar hij is vastbesloten om ervoor te zorgen dat de hond niet verder verwaarloosd wordt. Tegen de wil van zijn vader en van de eigenaar van de hond in, zet Marty alles op het spel om de hond te houden. Soms moet hij hiervoor liegen en dingen verzwijgen. 

## Rolverdeling
| Acteur            | Personage               |
| ----------------- | ----------------------- |
| Michael Moriarty  | Raymond "Ray" Preston   |
| Blake Heron       | Martin "Marty" Preston  |
| Scott Wilson      | Judd Travers            |
| Ann Dowd          | Louise "Lou" Preston    |
| J. Madison Wright | Samantha "Sam" Wallace  |
| Shira Roth        | Dara Lynn Preston       |
| Tori Wright       | Rebecca "Becky" Preston |
| Bonnie Bartlett   | Mrs. Wallace            |
| Rod Steiger       | Dr. Wallace             |
| Frannie           | Shiloh                  |